# Стадион Филаделфија
Стадион Филаделфија (итал. Stadio Filadelfia) је мали вишенаменски стадион у Торину, Италија, који се налази у Борго Филаделфији у округу Лингото.
Стадион је дизајниран од стране бившег председника Фудбалског клуба Торино, грофа Енрика Маронеа Чинцана, терен је отворен 1926. године и непрекидно је био домаћин свих домаћих утакмица Торина до 1958. Године 1963. напуштен је у корист Стадио Комунале, постајући терен за тренинг Торина. за први тим, па касније и омладински тим. Након делимичне деградације објекта током 1980-их и 1990-их, терен је делимично срушен 1998. године.
Реконструкција стадиона је почела 2015. године, а завршена је 24. маја 2017. године.

## Историја

### Изградња
Стадион је дизајнирао гроф Енрико Мароне Чинцано, председник Фудбалског клуба Торино. Енрико Мароне је створио „Цивилно друштво Кампо у Торину”, са грантом, са јединим циљем да купи земљиште и изгради стадион са суседним тереном за тренинг. Дана 24. марта 1926. затражена је грађевинска дозвола и по њеном прихватању послови су додељени инжењеру Миру Гамби, професору Политехничког универзитета у Торину , грађевинске радове је започео Комендаторе Рикардо Филипа. Земљиште, у то време, на периферији Торина, изабрано је због ниске цене тог подручја.
Изградња је трајала пет месеци, а коштала је нешто мање од два и по милиона лира. Инаугурација је одржана 17. октобра 1926. године и обележила је пријатељска утакмица између Торина и Фортитудо Рома. Отварању стадиона и утакмици је присуствовали неки од тадашњег крем друштва Италије као што су били престолонаследник Умберта II, принцеза Марије Аделаиде а такође и публика од 15.000 гледалаца. Терен је пре меча благословио надбискуп Торина Ђузепе Гамба а утакмица је завршена победом Торина 4–0.

### Гранде Торино
Стадион је био домаћин домаћих утакмица Торина до сезоне 1962–63. Био је место где је Торино освојио шест од својих седам титула у Серији А (не рачунајући ону која је одузета 1927.), и где су остали непоражени шест година, играјући 100 узастопних мечева без пораза, од 17. јануара 1943. до „ваздушне катастрофе Суперга”, укључујући и чувену победу од 10–0 над Алесандријом, која је и даље рекорд у Серији А. На том стадиону је наступао и Оресте Болмида, познати трубач који се прославио филмом „Ora e per sempre”. Током Другог светског рата, 13. јула 1943. године, стадион Филаделфија је био бомбардован. Оштећени су били терен, који су Савезници користили за играње бејзбола, и трибине у близини улице Ђордано Бруно. Иако је било оштећења, главна трибина је остала нетакнута, иако су металне греде уклоњене, вероватно за потребе индустрије оружја, и замењене дрветом. Стадион Филаделфија је дуго времена био неупотребљив, а сезона 1943–44 је одиграна на Стадиону Мотовелодромо Умберто I. Касније је Торино прешао на стадион Мусолини, који је постао стадион Комунале. После рата, стадион је реновирао нови председник клуба Феручо Ново.

### Реконструкција
Под председником клуба Урбаном Каиром, 17. октобра 2015. одржана је церемонија полагања првог камена на новом стадиону Филаделфија. Пројекат, који је покренула Фондација Стадио Филаделфија, основана је 2011. године са циљем потпуног преуређивања локације. Нова Филаделфија је требало да постане ново седиште клуба, да прими 4.000 гледалаца, два терена за тренинге првог тима, просторије омладинских тимова и клупски музеј. Реновирани стадион је свечано отворен 24. маја 2017.